# Discographie d'Henri Tachan
 (juin 2018).
Cet article regroupe la discographie d'Henri Tachan.
Toutes les chansons dont il est question ici sont écrites et composées par Henri Tachan, sauf indication contraire.